# اداره (فصل ۲)
فصل دوم سریال تلویزیونی کمدی موقعیت آمریکایی، اداره، از ۲۰ سپتامبر ۲۰۰۵ تا ۱۱ مه ۲۰۰۶ در ایالات متحده از ان‌بی‌سی پخش شد. این فصل ۲۲ قسمت و نخستین قسمت ۴۰ دقیقه‌ای «بزرگ» در مجموعه را داشت. اداره اقتباسی آمریکایی از مجموعه تلویزیونی انگلیس به همین نام است و در قالب مستندنما، زندگی روزمره کارمندان اداره‌ای در شرکت ساختگی داندر میفلین در اسکرانتون، پنسیلوانیا را روایت می‌کند. در این فصل استیو کرل، رین ویلسون، جان کرازینسکی، جینا فیشر و بی جی نواک و بازیگران نقش‌های مکمل از جمله ملورا هاردین، دیوید دنمان، لسلی دیوید بیکر، برایان بومگارتنر، کیت فلانری، آنجلا کینزی، اسکار نونز و فیلیس اسمیت بازی می‌کنند.
با آغاز قسمت «داندی‌ها»، فصل دوم بیشتر با پیرنگ شایعه کوچک‌سازی شرکت توسعه یافت و شخصیت‌های تازه‌ای به مجموعه معرفی و شخصیت‌های پیشین نیز توسعه یافتند، برای نمونه دوایت شروت (رین ویلسون). مایکل اسکات (استیو کرل) به زودی با رئیسش، جن لوینسون (ملورا هاردین) رابطه‌ای آغاز می‌کند و رابطه پم بیزلی (جینا فیشر) و جیم هالپرت (جان کرازینسکی) یکی از نقاط کانونی این فصل می‌شود. در حالی که احساسات آن‌ها برای یکدیگر در حال افزایش است، سازگاری بیشتری پیدا می‌کنند در حالی که پم با رابطه خود با روی اندرسون (دیوید دنمان) درگیر است. 
فصل دوم اداره سه شنبه‌ها در ایالات متحده ساعت ۹:۳۰ عصر از ۲۰ سپتامبر ۲۰۰۵ تا ۶ دسامبر ۲۰۰۵ پخش می‌شد. زمان‌بندی پخش به ساعت ۹:۳۰ پنجشنبه بعدازظهر از ۵ ژانویه ۲۰۰۶ تا ۱۱ مه ۲۰۰۶ تغییر کرد. این فصل با موفقیت کرل در فیلم باکره چهل‌ساله همراه بود. این فصل با استقبال گسترده منتقدان روبرو شد و بسیاری آن را یکی از بزرگترین فصل‌های کمدی تولید شده تا کنون خواندند. فصل دوم در یک جعبه دی‌وی‌دی همراه با چهار سی‌دی در منطقه ۱ در ۱۲ سپتامبر ۲۰۰۶ و در منطقه ۲ در ۲۸ ژانویه ۲۰۰۸ منتشر شد. مجموعه دی‌وی‌دی شامل ۲۲ قسمت و همچنین مصاحبه‌هایی با سازندگان، نویسندگان، بازیگران و کارگردانان برخی از قسمت‌ها بود و حاوی صحنه‌های حذف‌شده از همه قسمت‌ها بود که توسط رسانه خانگی یونیورسال پیکچرز منتشر شد.

## تولید
فصل دوم این مجموعه توسط رویل پروداکشنز و دیدل-دی پروداکشنر و با همکاری یونیورسال تله‌ویژن تولید شد. این سریال براساس نسخه انگلیسی ساخته شده توسط ریکی جرویز و استفان مرچنت ساخته شده‌است، که هردوی آنها تهیه‌کنندگان اجرایی نسخه آمریکایی هستند. اداره توسط گرگ دنیلز تولید شده‌است، وی همچنین تهیه‌کننده اجرایی و شورانر مجموعه است. نویسندگان دوره بازگشت فصل گذشته شامل گرگ دنیلز، لری ویلمور، مایکل شور، میندی کالینگ، پل لیبرشتاین و بی جی نواک هستند. لی آیزنبرگ و جین استوپنیتسکی همچنین به عنوان سردبیر داستان فعالیت داشتند و جنیفر سلوتا که تهیه‌کننده مشاور بود، برای فصل دوم به ستاد نویسندگی پیوست. برخی از بازیگران نیز ارتقای خود را دریافت کردند: کالینگ به سردبیر داستاننویسی ارتقا یافت، نواک به عنوان تهیه‌کننده مشترک و لیبرشتاین به عنوان تهیه‌کننده مشترک اجرایی معرفی شدند. ستاره سریال، استیو کارل، اولین قسمت اداره خود را در پایان فصل، «شب کازینو» نوشت.
هشت کارگردان گوناگون قسمت‌های فصل دوم را کارگردانی کردند و به جز برایان گوردون، هر کدام چندین قسمت را کارگردانی کردند. گوردون، کن کواپیس، کن ویتینگهام و دنیلز همه در طول فصل یکم قسمت‌هایی را کارگردانی کردند و در این فصل، دنی گوردن، پال فیگ، ویکتور نلی جونیور و چارلز مک‌دوگل نخستین تجربه کارگردانی‌شان در مجموعه را داشتند. در حالی که اداره در یک ست استودیو در ولی سنتر استودیوز، در ون نایز، کالیفرنیا فیلمبرداری شد، محل رخ دادن مجموعه شهر اسکرانتون، پنسیلوانیا است.
علی‌رغم رتبه‌بندی پایین در فصل یکم مجموعه، ان‌بی‌سی اداره را برای فصل دوم تمدید کرد. در ابتدا، شش قسمت سفارش داده شد، اما ان‌بی‌سی بعداً هفت قسمت دیگر را سفارش داد. در اوایل ماه نوامبر، ان‌بی‌سی با سفارش سه قسمت دیگر فصل را گسترش داد، پیش از اینکه یک فصل کامل ۲۲ قسمت را در ژانویه ۲۰۰۶ سفارش دهد.

## گروه بازیگران
بسیاری از شخصیت‌های نمایش‌داده‌شده توسط اداره از شخصیت‌های مجموعه اصلی بریتانیایی الهام گرفته‌اند. با این وجود که این شخصیت‌ها نگرش‌ها و رفتارهای مشابه همتایان بریتانیایی خود دارند اما برای این که برای مخاطبان آمریکایی مناسب‌تر باشند کمی از نو طراحی شدند. این مجموعه به‌طور کلی برای گروه بازیگران بزرگی که دارد شناخته شده‌است و بسیاری از بازیگران نیز برای بداهه‌پردازی‌شان شناخته شده‌اند.

### اصلی
- استیو کرل در نقش مایکل اسکات، مدیر منطقه‌ای شعبه اسکرانتون داندر میفلین.[۹] این شخصیت کمابیش از دیوید برنت، شخصیت جرویز در نسخه بریتانیایی الهام گرفته‌است.[۱۰] او مردی تنها و کودن است که با استفاده از کمدی در محل کار اداره، تلاش می‌کند دوست پیدا کند که در روند آن خود را بد نشان می‌دهد.
- رین ویلسون در نقش دوایت شروت، که بر پایه شخصیت گرث کینان در نسخه بریتانیایی است، کمک مدیر منطقه‌ای است.[۱۱]
- جان کرازینسکی در نقش جیم هالپرت، شخصیتی دقل‌بازدارد و یکی از فروشندگان است که شخصیت او بر پایه تیم کنتربری در نسخه بریتانیایی است. او همچنین به مدیر پذیرش اداره، پم بیزلی علاقه احساسی دارد.[۱۲]
- جینا فیشر در نقش پم بیزلی، شخصیتی که بر پایه داون تیزلی در نسخه بریتانیایی است. او خجالتی است اما در شوخی‌های جیم با دوایت به او کمک می‌کند.[۱۳]
- بی جی نواک در نقش رایان هوارد، که یک کارمند موقت است.[۱۴]

### مکمل
- میندی کالینگ در نقش کلی کاپور، نماینده خدمات مشتریان.
- پل لیبرشتاین در نقش توبی فلندرسون، نماینده منابع انسانی غمگین.
- کرید برتن در نقش کرید برتن، ضامن کیفیت.
- کریگ رابینسون در نقش دریل فیلبین، سرپرست انبار.
- دوون ابنر در نقش دوون وایت، نماینده روابط کارپرداز.
- هیو دین در نقش هنک تیت، نگهبان امنیتی ساختمان.[۱۵]
- دیوید کوچنر در نقش تاد پکر، یک فروشنده گستاخ و توهین‌کننده که بهترین دوست مایکل است.
- نانسی کرل در نقش کارول استیلز، نماینده املاک.
- ایمی آدامز در نقش کیتی مور، یک فروشنده کیف دستی و دوست‌دختر جیم.

### بازیگران مهمان برجسته و قابل توجه
- لنس کرال در نقش ایرا گلیکسبرگ، استاد دوایت.
- تیم مدوز در نقش کریستین، یک مشتری احتمالی برای داندر میفلین.
- بابی ری شفر در نقش باب ونس، دوست‌پسر فیلیس که مدیرعامل شرکت یخچال ونس است.
- راب ریگل در نقش جک، کاپیتان قایقی که کارمندان اداره در آن خرابکاری داشتند.
- کن هاوارد در نقش اد تراک، رئیس پیشین مایکل.
- پاتریس اونیل در نقش لانی کالینز، یک کارگر انبار.
- اندی باکلی در نقش دیوید والاس، مدیر مالی نوی داندر میفلین.

## پخش و بازتاب‌ها

### رتبه‌بندی‌ها

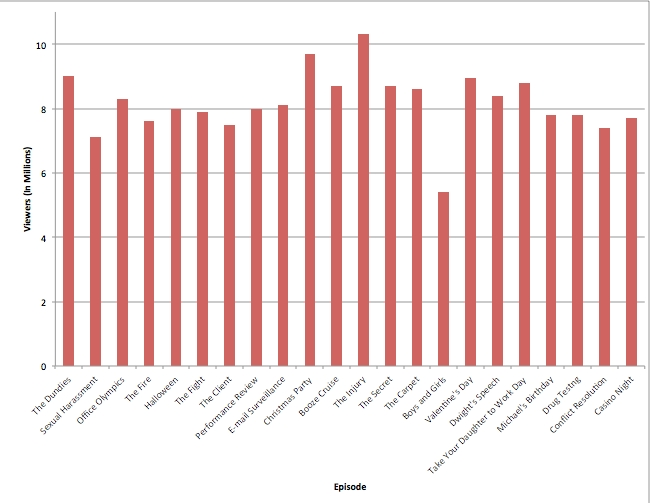
رتبه‌بندی فصل دوم بر پایه اپیزود

نخستین قسمت این فصل، «داندی‌ها»، توسط ۹٬۰ میلیون بیننده دیده شد که نسبت به قسمت پایانی فصل پیشین، «دختر جذاب» که تنها ۴٬۸ میلیون بیننده داشت یک رشد شدید داشت. همانگونه که مجموعه پیش می‌رفت، موفقیت کرل در فیلم برتر تابستانی باکره چهل‌ساله و فروش آنلاین قسمت‌ها در آی‌تیونز به افزایش میزان بیننده‌ها کمک کرد. افزایش میزان بازدیدها منجر به این شد که ان‌بی‌سی اداره را به برنامه‌هایی که «حتما در تلویزیون باید ببینید» بیفزاید و رتبه‌بندی‌ها به رشد کردن ادامه دادند. در قسمت پانزدهم، «آسیب»، این فصل به بیشترین میزان بینندگان خود با ۱۰٬۳ میلیون نفر بیننده رسید. قسمت پایانی فصل، «شب کازینو»، که همچنین نخستین قسمت ۴۵ دقیقه‌ای سریال بود توسط ۷٬۶ میلیون نفر دیده شد. در پایان فصل تلویزیونی ۶-۲۰۰۵، اداره در کنار ۲۰/۲۰ با هم به رتبه ۶۷ دست یافتند. این فصل به‌طور میانگین هشت میلیون بیننده داشت و در رتبه‌بندی نیلسن نمره ۴٬۰/۱۰ را به دست آورد، به این معنا که به‌طور میانگین، چهار درصد از خانه‌ها در هر لحظه تلویزیون را روشن کردند و ده درصد تلویزیون‌های روشن آن زمان برنامه را به دیدن سریال عوض کردند. این ممجموعه نسبت به سال پیش از دیدگاه بینندگان افزایش چشمگیری داشت، چهل درصد در کل بینندگان و شصت درصد در بینندگان ۱۸ تا ۴۹ سال. یک گزارش پایان سال ان‌بی‌سی اشاره داشت که «اداره نسبت به فصل پیش در تلویزیونی سریع‌ترین رشد را داشت... اداره در این فصل میان بزرگسالان ۱۸ تا ۴۹ سال ۶۰ درصد رشد کرد.»

## عرضه دی‌وی‌دی
| اداره: فصل دوم کامل                                                                                         | | | | | | | |
| محتویات | محتویات | محتویات | محتویات | ویژگی‌های خاص | ویژگی‌های خاص | ویژگی‌های خاص | ویژگی‌های خاص |
| - ۲۲ قسمت - ۴ ست سی‌دی - نسبت تصویر ۱٬۷۸:۱ - زیرنوس: انگلیسی، اسپانیایی - انگلیسی (دالبی دیجیتال ۵٬۱ ساراند) | - ۲۲ قسمت - ۴ ست سی‌دی - نسبت تصویر ۱٬۷۸:۱ - زیرنوس: انگلیسی، اسپانیایی - انگلیسی (دالبی دیجیتال ۵٬۱ ساراند) | - ۲۲ قسمت - ۴ ست سی‌دی - نسبت تصویر ۱٬۷۸:۱ - زیرنوس: انگلیسی، اسپانیایی - انگلیسی (دالبی دیجیتال ۵٬۱ ساراند) | - ۲۲ قسمت - ۴ ست سی‌دی - نسبت تصویر ۱٬۷۸:۱ - زیرنوس: انگلیسی، اسپانیایی - انگلیسی (دالبی دیجیتال ۵٬۱ ساراند) | - مصاحبه با کارگردانان، بازیگران و نویسندگان دربارهٔ ۱۰ قسمت از مجموعه - صحنه‌های حذف‌شده از هر قسمت - موزیک ویدئوی «چهره‌های اسکرانتون» - پیام‌های اعلان خدمات عمومی ساختگی - وبیزودهای اداره: حسابداران - خرابکاری‌های پشت صحنه - پروموی بازی‌های المپیک زمستانی ۲۰۰۶ - ویژگی «استیو آن استیو» | - مصاحبه با کارگردانان، بازیگران و نویسندگان دربارهٔ ۱۰ قسمت از مجموعه - صحنه‌های حذف‌شده از هر قسمت - موزیک ویدئوی «چهره‌های اسکرانتون» - پیام‌های اعلان خدمات عمومی ساختگی - وبیزودهای اداره: حسابداران - خرابکاری‌های پشت صحنه - پروموی بازی‌های المپیک زمستانی ۲۰۰۶ - ویژگی «استیو آن استیو» | - مصاحبه با کارگردانان، بازیگران و نویسندگان دربارهٔ ۱۰ قسمت از مجموعه - صحنه‌های حذف‌شده از هر قسمت - موزیک ویدئوی «چهره‌های اسکرانتون» - پیام‌های اعلان خدمات عمومی ساختگی - وبیزودهای اداره: حسابداران - خرابکاری‌های پشت صحنه - پروموی بازی‌های المپیک زمستانی ۲۰۰۶ - ویژگی «استیو آن استیو» | - مصاحبه با کارگردانان، بازیگران و نویسندگان دربارهٔ ۱۰ قسمت از مجموعه - صحنه‌های حذف‌شده از هر قسمت - موزیک ویدئوی «چهره‌های اسکرانتون» - پیام‌های اعلان خدمات عمومی ساختگی - وبیزودهای اداره: حسابداران - خرابکاری‌های پشت صحنه - پروموی بازی‌های المپیک زمستانی ۲۰۰۶ - ویژگی «استیو آن استیو» |
| روز‌های عرضه                                                                                                 | | | | | | | |
| منطقه ۱ | منطقه ۱ | منطقه ۱ | منطقه ۱ | منطقه ۲ | منطقه ۲ | منطقه ۲ | منطقه ۲ |
| ۱۲ سپتامبر ۲۰۰۶                                                                                             | ۱۲ سپتامبر ۲۰۰۶                                                                                             | ۱۲ سپتامبر ۲۰۰۶                                                                                             | ۱۲ سپتامبر ۲۰۰۶                                                                                             | ۲۸ ژانویه ۲۰۰۸ | ۲۸ ژانویه ۲۰۰۸ | ۲۸ ژانویه ۲۰۰۸ | ۲۸ ژانویه ۲۰۰۸ |